# NGC 26
NGC 26 je galaksija u zviježđu Pegaz.

## Vanjske poveznice
- SEDS: NGC 0026